# Amt Zeitz
Das Amt Zeitz war eine zum Hochstift Naumburg und zwischen 1656/57 und 1718 zum Sekundogenitur-Fürstentum Sachsen-Zeitz gehörige territoriale Verwaltungseinheit des Kurfürstentums Sachsen. Bis zur Abtretung an das Königreich Preußen im Jahre 1815 bildete das Amt Zeitz den räumlichen Bezugspunkt für die Einforderung landesherrlicher Abgaben und Frondienste, für Polizei, Rechtsprechung und Heeresfolge.

## Geographische Lage
Das Amt Zeitz lag im Süden des Stiftsgebietes.
Das Amtsgebiet liegt heute größtenteils im Land Sachsen-Anhalt im Burgenlandkreis.

## Geschichte

### Entwicklung des hochstift-naumburgischen Gebiets um die Stadt Zeitz
Im Jahre 1028 verlegte König Konrad II. mit Genehmigung von Papst Johannes XIX. und auf Drängen seiner beiden Brüder den in Zeitz befindlichen Sitz des im 10. Jahrhundert gegründeten Bistums Zeitz nach Naumburg (Saale), das dem Hochstift in diesem Zuge geschenkt wurde. In Zeitz blieb jedoch ein Kollegiatstift bestehen.
Nachdem die Landgrafschaft Thüringen 1264 an die Wettiner gefallen war, war das Hochstift Naumburg-Zeitz von wettinischem Hoheitsgebiet umgeben. Unter Bischof Bruno von Langenbogen wurde 1285 der Bischofssitz zurück nach Zeitz verlegt. Der offizielle Bistumssitz blieb jedoch weiter in Naumburg.

### Amt Zeitz
Nach der Leipziger Teilung 1485 kam das Hochstift Naumburg-Zeitz und seine Ämter unter die Vogtei des ernestinischen Kurfürstentums Sachsen. Im Zuge der Einführung der Reformation wurden die bisherigen katholischen Klöster aufgelöst. Seit 1542 stand dem Hochstift ein evangelischer Bischof vor.
Durch die Wittenberger Kapitulation im Jahr 1547 nahm der Einfluss der Ernestiner auf das Hochstift Naumburg-Zeitz gegenüber dem nun albertinischen Kurfürstentum Sachsen ab. Der albertinische Herzog und nunmehrige Kurfürst Moritz von Sachsen erhielt die Schutzherrschaft über das Stiftsland Naumburg-Zeitz. Nach dem Tod des letzten Naumburger Bischofs Julius von Pflug im Jahre 1564 ging das Hochstift mit seinen Ämtern an den albertinischen Kurfürsten August von Sachsen als Administrator über. Es wurde somit Nebenland des Kurfürstentums Sachsen, welches keinem kursächsischen Kreis zugeordnet war. Zwischen 1656/57 und 1718 gehörte das Amt Zeitz zum wettinischen Sekundogenitur-Fürstentum Sachsen-Zeitz. Es wurde vom neuerrichteten Schloss Moritzburg an der Elster in Zeitz aus regiert.
Mit der Ernennung des Kurfürstentums Sachsen zum Königreich gehörte das Amt Zeitz, das zwischenzeitlich auch das benachbarte Amt Haynsburg sich einverleibt hatte, ab 1806 zum Königreich Sachsen.

### Auflösung des Amts Zeitz und Abtretung an Preußen
1814 wurde das Stiftsgebiet als Teil des Königreichs Sachsen unter Generalgouverneur Nikolai Grigorjewitsch Repnin-Wolkonski aufgelöst. Nach der Niederlage Napoleons musste das mit ihm verbündete Königreich Sachsen nach dem Beschluss des Wiener Kongresses im Jahr 1815 einen großen Teil seines Gebietes, darunter das Amt Zeitz, an das Königreich Preußen abtreten. Das Amt Zeitz wurde zum überwiegenden Teil dem 1818 neu gebildeten Landkreis Zeitz im Regierungsbezirk Merseburg der Provinz Sachsen zugeteilt.

## Bestandteile
- Aue (1/2)
- Aylsdorf
- Beersdorf
- Bergisdorf
- Bockwitz
- Bornitz (1/2)
- Bröckau
- Brossen
- Burtschütz
- Döbitzschen
- Dragsdorf
- Draschwitz (1/2)
- Droßdorf
- Etzoldshain
- Falkenhain
- Frauenhain
- Geußnitz
- Giebelroth
- Gleina
- Göbitz
- Görnitz
- Golben
- Grana
- Großosida
- Hainichen
- Heuckewalde
- Hollsteitz
- Kadischen
- Kayna
- Kleinosida
- Könderitz
- Krimmitzschen
- Kuhndorf
- Langendorf
- Lindenberg
- Lobas
- Loitsch
- Loitzschütz
- Lonzig
- Lützkewitz
- Mahlen
- Mannsdorf (1/2)
- Maßnitz
- Minkwitz
- Nedissen
- Nißma
- Oelsen
- Ossig
- Osterfeld (1/2)
- Ostrau
- Plotha (anteilmäßig)
- Podebuls
- Rusendorf
- Spora
- Stocksdorf
- usw.